# 弥生志郎
弥生 志郎（やよい しろう）は、日本のライトノベル作家。2012年に投稿作「ドリーミー・ドリーマー」で第8回MF文庫Jライトノベル新人賞佳作を受賞し、デビューした。

## 作品
- ドリーミー・ドリーマー（MF文庫J イラスト：基井あゆむ）2012年10月24日発売、ISBN 978-4-8401-4852-8[2]
- カレントテイル（MF文庫J イラスト：基井あゆむ）全3巻
  1. 2014年2月22日発売、ISBN 978-4-8401-4979-2
  2. 2014年7月24日発売、ISBN 978-4-8401-5227-3
  3. 2014年2月23日発売、ISBN 978-4-04-066071-4
- 明日、今日の君に逢えなくても （MF文庫J イラスト：高野音彦）2015年8月25日発売、ISBN 978-4-04-067755-2
- Q.もしかして、異世界を救った英雄さんですか?（MF文庫J イラスト：フライ）全2巻
  1. 2017年2月25日発売、ISBN 978-4-04-069076-6
  2. 2017年9月25日発売、ISBN 978-4-04-069340-8
- ※妹を可愛がるのも大切なお仕事です。（MF文庫J イラスト：Hiten）2017年7月25日発売、ISBN 978-4-04-069342-2
- ※妹を攻略するのも大切なお仕事です。（MF文庫J イラスト：Hiten）2018年3月24日発売、ISBN 978-4-04-069810-6
- 異世界スーパー幼女村長☆彡（MF文庫J イラスト：夜ノみつき）2019年3月25日発売、ISBN 978-4-04-065627-4
- 中古（？）の水守さんと付き合ってみたら、やけに俺に構ってくる（講談社ラノベ文庫 イラスト：吉田ばな）既刊2巻
  1. 2020年4月28日発売、ISBN 978-4-06-519711-0
  2. 2020年12月28日発売、ISBN 978-4-06-522091-7